# غلامحسین افضل‌الملک
غلامحسین خان افضل‌الملک (زادهٔ ۲۵ محرم ۱۲۷۹ تهران - درگذشتهٔ ۲۳ جمادی‌الثانی ۱۳۴۸) نامور به ادیب یا ادیب کرمانی، گذشته‌نگار و سفرنامه‌نویس دورهٔ قاجار بود. او افزون بر نگارش در سرایش هم دستی داشته و اَلمَعی تخلص می‌کرد. بیشتر سروده‌های او به عربی است.

## بن‌مایه
1. ↑  بررسی آثار میرزا غلامحسین افضل‌الملک / نویسنده:خوش‌زاد، اکبر / نشریه: کتاب ماه تاریخ و جغرافیا - مهر ۱۳۸۲ - شمارهٔ ۷۲  (نشانی اینترنتی)